# Mratinci
Mratinci (cyr. Мратинци) – wieś w Bośni i Hercegowinie, w Republice Serbskiej, w gminie Bratunac. W 2013 roku liczyła 5 mieszkańców.